# 利奥波茨堡
利奥波茨堡（荷蘭語：Leopoldsburg，荷蘭語發音：[ˈleːjoːpɔltsˌbʏr(ə)x]，法語發音：[buʁ leɔpɔl]）是比利时弗拉芒大區林堡省哈瑟爾特區的一个市镇，北与安特衛普省接壤，通行荷蘭語，是弗拉芒社群的一部分，面积22.49平方千米，人口15,625人（2018年1月1日）。